# 白左
「白左」是中国大陆的一个网络用语，是“白人”与“左派”两个标签结合组成的称号，于2016年美国大选期间起流行于中文网络社区。“白左”是中国大陆在2010年代後發明的一個贬义词，用來形容那些支持廢除死刑、动物保护、环境保护、身材平權、膚色平權、LGBT、女性主義、素食主義、毒品除罪化、安樂死、墮胎和移民迁入等政策，即歐美世界的文化左派思想的人群。主要由中國的民族主义网民或中國倾向美國保守主義的自由派网民使用。
一些人認為“白左”一词帶有貶低的意涵，中國的“白左”一词经常被其反對者使用，而支持者则不太会使用。认同马克思主义的反对者会認為“白左”所涉及的議題均不屬於正統的馬克思主義左派，并往往對社會上的各類平权运动表現出強烈的抵觸情緒。在这类反对者中，“白左”一詞還可以引申為同情心氾濫的、不具备彻底革命性的、被资本主义和自由民主制所腐蚀的左派。“白左”中的「白」在狹義上可指代白人，在廣義上也可指代全體西方人、歐美人，以及擁有和歐美左派相同價值觀的中國人及其他非歐美國籍、非白人人士。在此語境下「白」亦同時指代政治意義上的「反動」。類似的有白匪、白区等。

## 起源和演进
傳播學研究者方可成认为，该词最早出現於人人网用户、右翼自由意志主义者和市场原教旨主义者“李硕”发表的文章《西方白左和中国爱国科学家的伪道德》，批評西方同情共产党中国的左翼人士（举的例子是乔姆斯基和阳早寒春夫妇），主要指的是经济和政治思想的左派。之後經過演化和概念變形，至今其「左」僅指社會議題上之左右派，已與經濟思想的左右派無關。在2016年美国总统选举期间，「白左」開始被中国网民广泛使用。
中國大陸政治學者張晨辰總結了中國網路上對“白左”的定義，張晨辰認為“白左”指的是喜歡關心深度問題，而對現實社會中的問題毫無概念的西方人：“他們是崇尚政治正確的虛偽人道主義者，只是為了滿足他們自己的道德優越感；自認關心女權卻又能容忍伊斯蘭那種最踐踏女權的價值觀，覺得這叫文化多元。他們信仰的福利國家只能讓搭便車的懶人受益。”
目前，提倡進步主義的社運人士、政治精英或黨派領袖，如果他們是西方人，那就有可能被中國網民冠以此名。

## 在中华人民共和国的使用
在中华人民共和国互联网上，观察到了一些与西方右翼民粹主义相同的民族主义叙事，如认为引进移民将导致多数民族被取代、反精英主义、反主流媒体情绪、身份认同主义、民族复兴、本土主义、社会达尔文主义和实用主义。作为一种关键的修辞手段，这些思想被“白左”这一术语相互联系在一起。倾向民族主义叙事的中国网民采用了美国和西方国家的干预煽动了叙利亚内战的说法，并因而指责西方国家在难民问题上是虚伪的。
随着特朗普于2015年宣布参选美国总统，中国更多的民族主义者和自由派受到了特朗普右翼选举策略的吸引。对于中国的民族主义者来说，特朗普的民粹主义和反移民运动吸引了他们，尽管这种吸引也被认为更多地是对美国自由主义，甚至是自由民主制本身的反对；而对于中华人民共和国的自由派来说，特朗普对中强硬的态度和保守主义立场吸引了他们。支持特朗普的中华人民共和国自由派援引了文化大革命和大跃进等事件作为对美国左派的整体批判，并认为美国的左派也会导致这些事情在美国发生——他们将移除联盟国纪念碑类比为破四旧，“黑人的命也是命”运动类比为红卫兵，#MeToo运动类比为大字报和批斗，这使得他们得出了“白左”正在摧毁美国的结论。对美国右翼民粹主义的支持也被视为中国实用主义的结果：对于民族主义者来说，这个词的使用伴随着中国崛起和竞争意识的表达；对于自由派知识分子来说，对“白左”的批判和对特朗普的赞美代表着他们的非民族主义情绪和亲市场情绪。

## 海外影响
該詞在德国受到关注，被反對者用來批评中右翼基督教民主主义领导人安格拉·默克尔的移民政策。之後開始被西方媒體注意和報導。